# Scotorythra epicyma
Scotorythra epicyma är en fjärilsart som beskrevs av Edward Meyrick 1899. Scotorythra epicyma ingår i släktet Scotorythra och familjen mätare. Inga underarter finns listade.